# Joe Johnston
Pour les articles homonymes, voir Johnston.
Joseph « Joe » Eggleston Johnston, né le 13 mai 1950 à Austin (Texas), est un réalisateur, producteur de cinéma, directeur artistique et écrivain américain. Il réalise des grands classiques comme Jumanji ou Chérie, j'ai rétréci les gosses.

## Biographie

### D'artiste conceptuel aux blockbusters pour enfants
Joe Johnston est d'abord révélé par son travail d'artiste conceptuel, avec Ralph McQuarrie, sur la trilogie originale Star Wars. Ces années de formation lui permettent de rejoindre ensuite Steven Spielberg, pour qui il assure les mêmes fonctions sur Indiana Jones et le Temple maudit (1984) et Always (1989).
Cette même année sort sa première réalisation, la comédie fantastique et familiale Chérie, j'ai rétréci les gosses. C'est un énorme succès commercial à travers le monde, qui engendre plusieurs suites, confiées à d'autres metteurs en scène. Le réalisateur poursuit sa collaboration avec les studios Disney, pour qui il réalise l'ambitieux Les Aventures de Rocketeer (1991), qui ne parvient cependant pas à réitérer la prouesse commerciale de son premier essai, et met à mal les projets de trilogie. Cependant, le très bon accueil critique du film se poursuit au fil des années, au point de permettre à l'œuvre d'accéder au rang de film culte.
Disney lui confie ensuite un projet plus familial : Richard au pays des livres magiques, porté par la jeune star Macaulay Culkin et le populaire Christopher Lloyd, qui sort en 1994. Cette fois, c'est l'échec critique et commercial, qui marque la fin de sa collaboration avec les studios Disney.
Joe Johnston rebondit rapidement vers un autre projet, produit par un studio plus modeste, mais porté par les effets spéciaux d'ILM : sorti en 1995, Jumanji est une adaptation du roman pour enfants de Chris Van Allsburg, avec Robin Williams dans le rôle principal. Les critiques sont mitigées, mais le public suit massivement, à l'échelle mondiale.

### Entre films indépendants et grosses productions
Après quelques années d'absence, les studios Universal lui donnent la possibilité de réaliser son premier film adulte : Ciel d'octobre est un film biographique crépusculaire à moyen budget adapté du roman de Homer Hickam, qui reçoit un excellent accueil critique en 1999.
Le cinéaste décide néanmoins de retourner vers des productions commerciales : il met en scène Jurassic Park 3, qui conclut la trilogie amorcée par Steven Spielberg. Le film remplit ses objectifs commerciaux, mais reçoit des critiques très mitigées en 2001.
En 2004, il poursuit dans le cinéma d'aventure en réalisant Hidalgo, qui renoue avec les fresques orientales des années 1960. Si les critiques sont là encore moyennes, le long métrage est rentabilisé.
Après quelques années d'absence, il revient en 2010 à la tête du blockbuster fantastique Wolfman, qui lui permet, après la défection de Mark Romanek, de renouer avec un cinéma traditionnel mais cette fois dopé par des effets spéciaux contemporains. Si l'accueil critique et commercial de ce remake du film homonyme de George Waggner est très mitigé, il est déjà en train de tourner son projet suivant.
En 2011 sort Captain America: First Avenger, premier opus de la trilogie centrée autour du héros éponyme de Marvel Comics : le long-métrage permet au cinéaste de livrer un film à l'ancienne, porté par une narration ancrée durant une Seconde Guerre mondiale de carte postale, et au ton ouvertement romancé et optimiste. Le réalisateur a déjà signé pour la suite, mais la direction artistique prise par Marvel Studios l'amène finalement à être remplacé.
En 2013, il sort confidentiellement Témoin gênant, production indépendante, qui marque ses débuts dans le film d'action urbain, avec un casting d'inconnus. Le film est néanmoins très bien reçu par la critique.
En juillet 2018, il est annoncé qu'il sera crédité au générique de Casse-Noisette et les Quatre Royaumes, en tant que réalisateur avec Lasse Hallström. Après avoir achevé le tournage, ce dernier était indisponible pour tourner de nouvelles scènes (reshoots) nécessitant de nombreux effets spéciaux, et Disney a donc engagé Joe Johnston pour les filmer, durant un mois. Pour le remercier, Lasse Hallström a donc proposé que Joe Johnston soit également crédité, une proposition acceptée par Disney. Le film sort en novembre 2018, mais recevras des critiques négatifs et un échec commercial.
Il devrait ensuite mettre en scène un nouveau film adapté de l'univers Le Monde de Narnia de C. S. Lewis. Il a annoncé en 2017 qu'il prendra sa retraite après ce projet. Mais finalement, le projet semble avoir été abandonné pour être ensuite récupéré par Netflix afin de redémarrer la franchise.

## Filmographie

### Réalisateur
- 1989 : Chérie, j'ai rétréci les gosses (Honey, I Shrunk the Kids)
- 1991 : Les Aventures de Rocketeer (The Rocketeer)
- 1994 : Richard au pays des livres magiques (The Pagemaster) (coréalisé avec Pixote Hunt)
- 1995 : Jumanji
- 1999 : Ciel d'octobre (October Sky)
- 2001 : Jurassic Park 3 (Jurassic Park III)
- 2004 : Hidalgo
- 2010 : Wolfman (The Wolfman)
- 2011 : Captain America: First Avenger (Captain America: The First Avenger)
- 2013 : Témoin gênant (Not Safe for Work)
- 2018 : Casse-Noisette et les Quatre Royaumes (The Nutcracker and the Four Realms) (coréalisé avec Lasse Hallström)

### Producteur
- 1988 : Willow de Ron Howard

### Directeur artistique
- 1977 : Star Wars, épisode IV : Un nouvel espoir de George Lucas
- 1978-1979 : Galactica (série TV)
- 1980 : Star Wars, épisode V : L'Empire contre-attaque (Star Wars, Épisode V: The Empire Strikes Back) d'Irvin Kershner
- 1981 : Les Aventuriers de l'arche perdue (Raiders of the Lost Ark) de Steven Spielberg
- 1983 : Star Wars, épisode VI : Le Retour du Jedi (Star Wars, Épisode VI: Return of the Jedi) de Richard Marquand
- 1984 : Indiana Jones et le Temple maudit (Indiana Jones and the Temple of Doom) de Steven Spielberg
- 1986 : Howard... une nouvelle race de héros (Howard the Duck) de Willard Huyck
- 1987 : Miracle sur la 8e rue (Batteries not included) de Matthew Robbins
- 1989 : Always – Pour toujours (Always) de Steven Spielberg

### Acteur
- 1977 : Star Wars, épisode IV : Un nouvel espoir (Star Wars, Épisode IV: A New Hope) de George Lucas : un soldat de l'étoile noire (non crédité)
- 1980 : Star Wars, épisode V : L'Empire contre-attaque (Star Wars, Épisode V: the Empire Strikes back) de Irvin Kershner : un membre de l’Alliance rebelle sur Hoth (non crédité)

## Box-office
| Films                                 | Budget        | Box-office monde |
| ------------------------------------- | ------------- | ---------------- |
| Chérie, j'ai rétréci les gosses       | 18 000 000 $  | 222 700 000 $    |
| Les Aventures de Rocketeer            | 35 000 000 $  | 46 700 000 $     |
| Richard au pays des livres magiques   | 27 000 000 $  | 13 700 000 $     |
| Jumanji                               | 65 000 000 $  | 262 800 000 $    |
| Ciel d'octobre                        | 25 000 000 $  | 34 700 000 $     |
| Jurassic Park 3                       | 93 000 000 $  | 368 800 000 $    |
| Hidalgo                               | 40 000 000 $  | 108 100 000 $    |
| Wolfman                               | 150 000 000 $ | 139 800 000 $    |
| Captain America: First Avenger        | 140 000 000 $ | 370 600 000 $    |
| Témoin gênant                         |               | 3 000 000 $      |
| Casse-Noisette et les Quatre Royaumes | 133 000 000 $ | 174 000 000 $    |
| Total                                 | 731 000 000 $ | 1 744 900 000 $  |

## Ouvrages
- 1977 : The Star Wars Sketchbook
- 1980 : The Empire Strike Back Sketchbook
- 1983 : Return of the Jedi Sketchbook
- 2005 : Star Wars : Aux origines du mythe, coécrit avec Doug Chiang, version française éditée en 2014  (ISBN 978-2-3648-0123-3)
- 2007 : The Hill Culture
- 2011 : The Mack Marsden Murder Mystery
- 2014 : Franklin
- 2014 : Necessary Evil: Settling Missouri with a Rope and a Gun
- 2015 : It's End Here: Missouri's Last Vigilante